# Campionato francese di rugby a 15 2013-2014
Il Top 14 è stata la massima competizione di rugby a 15 francese prevista per la stagione 2013-14. Il campionato è cominciato il 16 agosto 2013 e si è concluso il 31 maggio 2014 con la finale allo Stade de France di Parigi.

## Partecipanti
Oyonnax e Brive sono le squadre neopromosse provenienti dalla stagione 2012-13 della Pro D2.
| Club            | Budget 2013-14 in milioni di euro | Class. stagione reg. 2012-2013 | Allenatore                                            | 'Stadio                        | Capacità |
| Bayonne         | 18,15                             | 8                              | Christian Lanta Christophe Deylaud                    | Stadio Jean Dauger             | 16 934   |
| Biarritz        | 16,94                             | 9                              | Laurent Rodriguez Didier Faugeron                     | Parc des Sports Aguiléra       | 15 000   |
| Bordeaux        | 12,86                             | 12                             | Raphaël Ibañez Régis Sonnes Vincent Etcheto           | Stade Jacques-Chaban-Delmas    | 34 614   |
| Brive           | 11,02                             | 2 (Pro D2)                     | Nicolas Godignon Didier Casadeï Philippe Carbonneau   | Stadio Amédée Domenech         | 15 000   |
| Castres         | 17,33                             | 4 (Campione)                   | Matthias Rolland Serge Milhas David Darricarrère      | Stade Pierre-Antoine           | 11 500   |
| Clermont        | 26,72                             | 1                              | Vern Cotter Franck Azéma                              | Stadio Marcel Michelin         | 18 030   |
| Grenoble        | 18,64                             | 11                             | Fabrice Landreau Sylvain Bégon Franck Corrihons       | Stadio Lesdiguières            | 12 000   |
| Montpellier     | 19,97                             | 5                              | Fabien Galthié Mario Ledesma Stéphane Glas            | Stadio Yves du Manoir          | 14 700   |
| Oyonnax         | 9,17                              | 1 (Pro D2)                     | Christophe Urios Frédéric Charrier Lipi Sinnot        | Stade Charles-Mathon           | 11 400   |
| Perpignano      | 14,95                             | 7                              | Marc Delpoux Giampiero De Carli Patrick Arlettaz      | Stade Aimé Giral               | 15 000   |
| Racing Métro 92 | 22,45                             | 6                              | Laurent Travers Laurent Labit                         | Stade olympique Yves-du-Manoir | 14 000   |
| Stade français  | 24,97                             | 10                             | Gonzalo Quesada Patricio Noriega Jean-Frédéric Dubois | Stade Charléty                 | 20 000   |
| Tolone          | 23,66                             | 2                              | Bernard Laporte Jacques Delmas Pierre Mignoni         | Stadio Mayol                   | 15 820   |
| Tolosa          | 35,42                             | 3                              | Guy Novès William Servat Jean-Baptiste Élissalde      | Stadio Ernest-Wallon           | 19 500   |

## Fase a girone unico
|            | 1ª giornata               |       |
| ---------- | ------------------------- | ----- |
| 16-08-2013 | Montpellier – Tolone      | 22-22 |
| 17-08-2013 | Biarritz – Clermont       | 18-22 |
| 17-08-2013 | Bayonne – Oyonnax         | 39-11 |
| 17-08-2013 | Bordeaux-Bègles – Tolosa  | 31-25 |
| 17-08-2013 | Grenoble - Stade français | 19-16 |
| 17-08-2013 | Racing Métro 92 – Brive   | 19-14 |
| 17-08-2013 | Perpignano – Castres      | 26-23 |

|          | 4ª giornata                   |       |
| -------- | ----------------------------- | ----- |
| 4-9-2013 | Castres – Stade français      | 38-10 |
| 4-9-2013 | Bordeaux-Bègles – Montpellier | 29-36 |
| 4-9-2013 | Clermont – Bayonne            | 55-0  |
| 4-9-2013 | Oyonnax – Biarritz            | 24-22 |
| 4-9-2013 | Perpignano – Grenoble         | 36-13 |
| 4-9-2013 | Tolone – Brive                | 62-12 |
| 4-9-2013 | Tolosa – Racing Métro 92      | 30-6  |

|           | 7ª giornata                       |       |
| --------- | --------------------------------- | ----- |
| 21-9-2013 | Biarritz – Grenoble               | 21-27 |
| 21-9-2013 | Brive – Perpignano                | 31-6  |
| 21-9-2013 | Montpellier – Clermont            | 43-3  |
| 21-9-2013 | Oyonnax – Stade français          | 15-16 |
| 21-9-2013 | Racing Métro 92 – Bordeaux-Bègles | 26-19 |
| 21-9-2013 | Tolone – Bayonne                  | 18-12 |
| 21-9-2013 | Tolosa – Castres                  | 26-9  |

|            | 10ª giornata                     |       |
| ---------- | -------------------------------- | ----- |
| 26-10-2013 | Bayonne – Montpellier            | 24-19 |
| 26-10-2013 | Castres – Biarritz               | 39-0  |
| 26-10-2013 | Clermont – Brive                 | 36-29 |
| 26-10-2013 | Grenoble – Oyonnax               | 23-10 |
| 26-10-2013 | Perpignano – Bordeaux-Bègles     | 31-20 |
| 26-10-2013 | Racing Métro 92 – Stade français | 16-12 |
| 26-10-2013 | Tolosa – Tolone                  | 13-12 |

|            | 13ª giornata                  |       |
| ---------- | ----------------------------- | ----- |
| 30-11-2013 | Biarritz - Bordeaux-Bègles    | 15-22 |
| 30-11-2013 | Castres – Bayonne             | 46-16 |
| 30-11-2013 | Grenoble – Tolosa             | 25-18 |
| 30-11-2013 | Oyonnax – Brive               | 26-9  |
| 30-11-2013 | Perpignano – Clermont         | 23-30 |
| 30-11-2013 | Racing Métro 92 – Montpellier | 17-12 |
| 30-11-2013 | Stade français – Tolone       | 23-0  |

|          | 16ª giornata              |       |
| -------- | ------------------------- | ----- |
| 3-1-2014 | Biarritz – Stade français | 6-18  |
| 3-1-2014 | Brive – Montpellier       | 15-9  |
| 3-1-2014 | Castres - Bordeaux-Bègles | 15-9  |
| 3-1-2014 | Oyonnax– Racing Métro 92  | 6-0   |
| 3-1-2014 | Perpignano – Bayonne      | 20-8  |
| 3-1-2014 | Tolone – Grenoble         | 21-22 |
| 3-1-2014 | Tolosa – Clermont         | 19-12 |

|           | 19ª giornata              |       |
| --------- | ------------------------- | ----- |
| 14-2-2014 | Biarritz – Tolosa         | 6-16  |
| 14-2-2014 | Brive – Stade français    | 28-12 |
| 14-2-2014 | Grenoble – Clermont       | 16-13 |
| 14-2-2014 | Montpellier – Perpignano  | 50-19 |
| 5-4-2014  | Oyonnax – Bordeaux-Bègles | 26-12 |
| 14-2-2014 | Racing Métro 92 – Bayonne | 18-8  |
| 14-2-2014 | Tolone – Castres          | 19-13 |

|           | 22ª giornata               |       |
| --------- | -------------------------- | ----- |
| 21-3-2014 | Bayonne – Bordeaux-Bègles  | 22-23 |
| 21-3-2014 | Castres – Brive            | 38-6  |
| 21-3-2014 | Clermont – Tolone          | 22-16 |
| 21-3-2014 | Grenoble – Racing Métro 92 | 13-26 |
| 21-3-2014 | Oyonnax – Montpellier      | 8-22  |
| 21-3-2014 | Perpignano - Biarritz      | 16-10 |
| 21-3-2014 | Stade français - Tolosa    | 27-27 |

|           | 25ª giornata                     |       |
| --------- | -------------------------------- | ----- |
| 18-4-2014 | Biarritz – Brive                 | 19-13 |
| 18-4-2014 | Castres – Montpellier            | 22-15 |
| 18-4-2014 | Grenoble – Bayonne               | 22-22 |
| 18-4-2014 | Oyonnax – Tolosa                 | 19-19 |
| 18-4-2014 | Perpignano – Tolone              | 31-46 |
| 18-4-2014 | Racing Métro 92 – Clermont       | 22-6  |
| 18-4-2014 | Stade français – Bordeaux-Bègles | 37-23 |

|           | 2ª giornata                 |       |
| --------- | --------------------------- | ----- |
| 23-8-2013 | Tolone – Racing Métro 92    | 41-14 |
| 24-8-2013 | Oyonnax – Clermont          | 30-19 |
| 24-8-2013 | Biarritz – Montpellier      | 19-12 |
| 24-8-2013 | Castres – Grenoble          | 34-6  |
| 24-8-2013 | Perpignano – Stade français | 27-28 |
| 24-8-2013 | Tolosa – Bayonne            | 40-3  |
| 24-8-2013 | Brive – Bordeaux-Bègles     | 25-12 |

|          | 5ª giornata                  |       |
| -------- | ---------------------------- | ----- |
| 8-9-2013 | Montpellier – Tolosa         | 25-0  |
| 8-9-2013 | Biarritz – Tolone            | 13-24 |
| 8-9-2013 | Brive – Bayonne              | 17-10 |
| 8-9-2013 | Grenoble – Bordeaux-Bègles   | 21-14 |
| 8-9-2013 | Oyonnax – Castres            | 19-9  |
| 8-9-2013 | Racing Métro 92 - Perpignano | 19-16 |
| 8-9-2013 | Stade français - Clermont    | 23-16 |

|           | 8ª giornata                  |       |
| --------- | ---------------------------- | ----- |
| 28-9-2013 | Bayonne – Biarritz           | 27-19 |
| 28-9-2013 | Castres – Racing Métro 92    | 19-15 |
| 28-9-2013 | Clermont – Bordeaux-Bègles   | 40-11 |
| 28-9-2013 | Grenoble – Brive             | 12-12 |
| 28-9-2013 | Oyonnax – Tolone             | 25-22 |
| 28-9-2013 | Perpignano – Tolosa          | 20-16 |
| 28-9-2013 | Stade français - Montpellier | 18-0  |

|           | 11ª giornata               |       |
| --------- | -------------------------- | ----- |
| 2-11-2013 | Biarritz – Racing Métro 92 | 9-6   |
| 2-11-2013 | Brive – Tolosa             | 25-13 |
| 2-11-2013 | Castres - Clermont         | 22-22 |
| 2-11-2013 | Montpellier - Grenoble     | 25-18 |
| 2-11-2013 | Oyonnax – Perpignano       | 22-9  |
| 2-11-2013 | Stade français - Bayonne   | 13-9  |
| 2-11-2013 | Tolone - Bordeaux-Bègles   | 37-17 |

|            | 14ª giornata              |       |
| ---------- | ------------------------- | ----- |
| 20-12-2013 | Clermont – Biarritz       | 35-6  |
| 20-12-2013 | Brive – Racing Métro 92   | 9-9   |
| 20-12-2013 | Oyonnax – Bayonne         | 9-6   |
| 20-12-2013 | Stade français – Grenoble | 21-6  |
| 20-12-2013 | Tolosa - Bordeaux-Bègles  | 18-16 |
| 20-12-2013 | Castres - Perpignano      | 37-13 |
| 20-12-2013 | Tolone – Montpellier      | 43-10 |

|           | 17ª giornata                  |       |
| --------- | ----------------------------- | ----- |
| 25-1-2014 | Bayonne – Clermont            | 18-9  |
| 25-1-2014 | Biarritz – Oyonnax            | 22-24 |
| 25-1-2014 | Brive – Tolone                | 23-10 |
| 25-1-2014 | Grenoble – Perpignano         | 25-19 |
| 25-1-2014 | Montpellier – Bordeaux-Bègles | 28-23 |
| 25-1-2014 | Racing Métro 92 - Tolosa      | 25-5  |
| 24-1-2014 | Stade français - Castres      | 32-6  |

|           | 20ª giornata                      |       |
| --------- | --------------------------------- | ----- |
| 21-2-2014 | Bayonne – Tolone                  | 9-15  |
| 21-2-2014 | Bordeaux-Bègles - Racing Métro 92 | 25-9  |
| 21-2-2014 | Castres - Tolosa                  | 29-27 |
| 21-2-2014 | Clermont – Montpellier            | 42-16 |
| 21-2-2014 | Grenoble - Biarritz               | 20-22 |
| 21-2-2014 | Perpignano - Brive                | 12-6  |
| 21-2-2014 | Stade français – Oyonnax          | 29-26 |

|           | 23ª giornata                     |       |
| --------- | -------------------------------- | ----- |
| 28-3-2014 | Biarritz – Castres               | 34-34 |
| 28-3-2014 | Bordeaux-Bègles - Perpignano     | 23-5  |
| 28-3-2014 | Brive - Clermont                 | 26-24 |
| 28-3-2014 | Montpellier - Bayonne            | 43-27 |
| 28-3-2014 | Oyonnax - Grenoble               | 40-13 |
| 28-3-2014 | Stade français - Racing Métro 92 | 22-32 |
| 28-3-2014 | Tolone – Tolosa                  | 32-28 |

|          | 26ª giornata                  |       |
| -------- | ----------------------------- | ----- |
| 3-5-2014 | Bayonne - Castres             | 23-13 |
| 3-5-2014 | Bordeaux-Bègles - Biarritz    | 54-20 |
| 3-5-2014 | Brive – Oyonnax               | 19-17 |
| 3-5-2014 | Clermont - Perpignano         | 25-22 |
| 3-5-2014 | Montpellier - Racing Métro 92 | 44-10 |
| 3-5-2014 | Tolone – Stade français       | 17-15 |
| 3-5-2014 | Tolosa – Grenoble             | 38-8  |

|           | 3ª giornata               |       |
| --------- | ------------------------- | ----- |
| 30-8-2013 | Stade français - Biarritz | 38-3  |
| 31-8-2013 | Clermont – Tolosa         | 38-19 |
| 31-8-2013 | Bordeaux-Bègles - Castres | 21-20 |
| 31-8-2013 | Montpellier - Brive       | 33-24 |
| 31-8-2013 | Racing Métro 92 - Oyonnax | 22-9  |
| 31-8-2013 | Bayonne - Perpignano      | 31-20 |
| 31-8-2013 | Grenoble – Tolone         | 28-26 |

|           | 6ª giornata               |       |
| --------- | ------------------------- | ----- |
| 13-9-2013 | Perpignano - Montpellier  | 28-16 |
| 14-9-2013 | Castres - Tolone          | 22-15 |
| 14-9-2013 | Bordeaux-Bègles – Oyonnax | 35-10 |
| 14-9-2013 | Clermont – Grenoble       | 27-13 |
| 14-9-2013 | Stade français – Brive    | 25-18 |
| 14-9-2013 | Tolosa - Biarritz         | 31-7  |
| 14-9-2013 | Bayonne - Racing Métro 92 | 16-19 |

|           | 9ª giornata                |       |
| --------- | -------------------------- | ----- |
| 5-10-2013 | Biarritz - Perpignano      | 12-16 |
| 5-10-2013 | Bordeaux-Bègles - Bayonne  | 34-6  |
| 5-10-2013 | Brive – Castres            | 34-0  |
| 5-10-2013 | Montpellier – Oyonnax      | 45-20 |
| 5-10-2013 | Racing Métro 92 - Grenoble | 20-22 |
| 5-10-2013 | Tolone – Clermont          | 25-19 |
| 5-10-2013 | Tolosa - Stade français    | 28-10 |

|            | 12ª giornata                     |       |
| ---------- | -------------------------------- | ----- |
| 23-11-2013 | Bayonne - Grenoble               | 24-21 |
| 23-11-2013 | Bordeaux-Bègles - Stade français | 45-23 |
| 23-11-2013 | Brive - Biarritz                 | 9-14  |
| 23-11-2013 | Clermont - Racing Métro 92       | 47-14 |
| 23-11-2013 | Montpellier – Castres            | 16-20 |
| 23-11-2013 | Tolone – Perpignano              | 15-9  |
| 23-11-2013 | Tolosa - Oyonnax                 | 14-3  |

|            | 15ª giornata                |       |
| ---------- | --------------------------- | ----- |
| 28-12-2013 | Clermont - Oyonnax          | 33-19 |
| 28-12-2013 | Bayonne - Tolosa            | 21-13 |
| 28-12-2013 | Grenoble - Castres          | 20-16 |
| 28-12-2013 | Montpellier - Biarritz      | 48-22 |
| 28-12-2013 | Stade français - Perpignano | 19-12 |
| 28-12-2013 | Bordeaux-Bègles - Brive     | 27-23 |
| 28-12-2013 | Racing Métro 92 - Tolone    | 14-3  |

|          | 18ª giornata                 |       |
| -------- | ---------------------------- | ----- |
| 8-2-2014 | Bayonne – Brive              | 9-6   |
| 8-2-2014 | Bordeaux-Bègles – Grenoble   | 38-17 |
| 8-2-2014 | Castres – Oyonnax            | 17-16 |
| 8-2-2014 | Perpignano – Racing Métro 92 | 19-19 |
| 8-2-2014 | Clermont - Stade français    | 25-13 |
| 8-2-2014 | Tolone – Biarritz            | 33-20 |
| 8-2-2014 | Tolosa - Montpellier         | 12-15 |

|           | 21ª giornata                 |       |
| --------- | ---------------------------- | ----- |
| 28-2-2014 | Biarritz - Bayonne           | 8-11  |
| 28-2-2014 | Bordeaux-Bègles - Clermont   | 26-16 |
| 28-2-2014 | Brive - Grenoble             | 31-6  |
| 28-2-2014 | Montpellier - Stade français | 19-10 |
| 28-2-2014 | Racing Métro 92 - Castres    | 25-15 |
| 28-2-2014 | Tolone – Oyonnax             | 64-10 |
| 28-2-2014 | Tolosa - Perpignano          | 37-9  |

|           | 24ª giornata               |       |
| --------- | -------------------------- | ----- |
| 11-4-2014 | Bayonne – Stade français   | 24-19 |
| 11-4-2014 | Bordeaux-Bègles – Tolone   | 20-22 |
| 11-4-2014 | Clermont - Castres         | 23-11 |
| 11-4-2014 | Grenoble - Montpellier     | 30-36 |
| 11-4-2014 | Perpignano - Oyonnax       | 22-12 |
| 11-4-2014 | Racing Métro 92 – Biarritz | 37-7  |
| 11-4-2014 | Tolosa – Brive             | 16-9  |

### Classifica
| pos | Squadra                                                         | G. | V. | N. | P. | P+  | P-  | Diff. | BM | BS | Pt. |
| 1   | Tolone                                                          | 26 | 16 | 1  | 9  | 650 | 466 | 184   | 5  | 6  | 77  |
| 2   | Montpellier                                                     | 26 | 15 | 1  | 10 | 670 | 525 | 145   | 7  | 7  | 76  |
| 3   | Clermont                                                        | 26 | 15 | 1  | 10 | 659 | 500 | 159   | 6  | 5  | 73  |
| 4   | Tolosa                                                          | 26 | 13 | 2  | 11 | 548 | 442 | 106   | 7  | 6  | 69  |
| 5   | Racing Métro 92                                                 | 26 | 15 | 2  | 9  | 459 | 448 | 11    | 1  | 4  | 69  |
| 6   | Castres                                                         | 26 | 13 | 2  | 11 | 567 | 488 | 79    | 6  | 4  | 66  |
| 7   | Stade français                                                  | 26 | 14 | 1  | 11 | 529 | 496 | 33    | 3  | 4  | 65  |
| 8   | Bordeaux                                                        | 26 | 13 | 0  | 13 | 629 | 573 | 56    | 5  | 7  | 64  |
| 9   | Brive                                                           | 26 | 11 | 2  | 13 | 473 | 476 | -3    | 4  | 9  | 61  |
| 10  | Bayonne                                                         | 26 | 11 | 1  | 14 | 424 | 549 | -125  | 1  | 7  | 54  |
| 11  | Grenoble                                                        | 26 | 11 | 2  | 13 | 485 | 625 | -140  | 1  | 4  | 53  |
| 12  | Oyonnax                                                         | 26 | 11 | 1  | 14 | 456 | 562 | -106  | 1  | 4  | 51  |
| 13  | Perpignano                                                      | 26 | 10 | 1  | 15 | 486 | 593 | -107  | 2  | 7  | 51  |
| 14  | Biarritz                                                        | 26 | 5  | 1  | 20 | 374 | 656 | -282  | 0  | 8  | 30  |
|     | Qualificata per le semifinali e la European Rugby Champions Cup |    |    |    |    |     |     |       |    |    |     |
|     | Qualificata per il barrage e la Champions Cup                   |    |    |    |    |     |     |       |    |    |     |
|     | Qualificata per la Champions Cup                                |    |    |    |    |     |     |       |    |    |     |
|     | Retrocessa in Pro D2                                            |    |    |    |    |     |     |       |    |    |     |

## Fase finale

### Spareggi preliminari
| Arbitro: | Jérôme Garcès |

|                       |      |                                          |
| 43’ H. Gear           | mt   |                                          |
| 43’ Doussain          | tr   |                                          |
| 4’, 50’, 58’ Doussain | c.p. | 11’, 16’, 26’, 31’, 54’, 62’, 78’ Sexton |

| Arbitro: | Romain Poite |

|                    |      |                               |
| 77’ Chouly         | mt   | 62’ Lamerat                   |
| 77’ James          | tr   | 62’ Kockott                   |
| 4’, 25’, 32’ James | c.p. | 6’, 8’, 47’, 50’, 67’ Kockott |

### Semifinali
| Arbitro: | Mathieu Raynal |

|                    |      |                 |
| 12’ Giteau         | mt   |                 |
| 12’ Wilkinson      | tr   |                 |
| 46’, 57’ Wilkinson | c.p. | 16’, 32’ Sexton |
| 71’ Wilkinson      | drop |                 |

| Arbitro: | Pascal Gaüzère |

|                         |      |                           |
| 33’ Ranger              | mt   | 30’ Claassen              |
| 33’ Trinh-Duc           | tr   | 30’ Kockott               |
| 54’, 57’, 64’ Trinh-Duc | c.p. | 4’, 22’, 44’, 66’ Kockott |
| 15’ Trinh-Duc           | drop | 90’ Bai                   |

### Finale
| Arbitro: | Christophe Berdos |

|                                             |      |             |
|                                             | mt   | 11’ Evans   |
|                                             | tr   | 11’ Kockott |
| 8’, 23’, 32’, 54’ Wilkinson 74’ D. Armitage | c.p. | 29’ Kockott |
| 35’ Wilkinson                               | drop |             |